# Сан-Кристофоро
Сан-Кристофоро (італ. San Cristoforo, п'єм. San Cristòfi) — муніципалітет в Італії, у регіоні П'ємонт,  провінція Алессандрія.
Сан-Кристофоро розташований на відстані близько 440 км на північний захід від Рима, 95 км на південний схід від Турина, 27 км на південний схід від Алессандрії.
Населення — 605 осіб (2014).
Щорічний фестиваль відбувається 29 вересня. Покровитель — святий Михайло.

## Демографія
Населення за роками:

Станом на 1 січня 2023 року в муніципалітеті офіційно проживало 37 іноземців з 10 країн, серед них 27 громадян країн Євросоюзу та 1 громадянин України.

## Сусідні муніципалітети
- Капріата-д'Орба
- Кастеллетто-д'Орба
- Франкавілла-Бізіо
- Гаві
- Монтальдео
- Пароді-Лігуре